# Беленький (Новоузенский район)
Беленький — упразднённый хутор в Новоузенском районе Саратовской области. Входил в состав сельского поселения Алгайское муниципальное образование. Исключен из учётных данных в 2018 г.

## География
Находится на расстоянии примерно 14 километров по прямой на юго-восток от районного центра города Новоузенск.

## История
Официальная дата основания 1930 год. По состоянию на 2020 год опустел.
Постановлением Саратовской облдумы от 24 января 2018 года № 7-193 населённый пункт исключен из учётных данных.

## Население
| 2010 |
| ---- |
| 4    |

Постоянное население составило 0 человек в 2002 году, 4 в 2010.